# ويست هافن
ويست هافن (يوتا) (بالإنجليزية: West Haven, Utah)‏ هي مدينة تقع في الولايات المتحدة في مقاطعة ويبير، يوتا. يقدر عدد سكانها بـ 11,069 نسمة ومساحتها 26.3 كم2 وترتفع عن سطح البحر 1,302 متر.

## التركيبة السكانية
حدّد مكتب تعداد الولايات المتحدة بيانات التركيبة السكانية لويست هافن في تعداد الولايات المتحدة. في ما يلي، التركيبة السكانية حسب تعدادي 2000 و2010.

### تعداد عام 2000
بلغ عدد سكان ويست هافن 3,976 نسمة بحسب تعداد عام 2000، وبلغ عدد الأسر 1,131 أسرة وعدد العائلات 995 عائلة مقيمة في المدينة. في حين سجلت الكثافة السكانية 144.3 نسمة لكل كيلومتر مربع (373.7/ميل2). وبلغ عدد الوحدات السكنية 1,220 وحدة بمتوسط كثافة قدره 44.3 لكل كيلومتر مربع (114.7/ميل2).
وتوزع التركيب العرقي للمدينة بنسبة 94.06% من البيض و0.48% من الأمريكيين الأفارقة و0.48% من الأمريكيين الأصليين و0.83% من الأمريكيين ذوي الأصول الآسيوية و0.08% من سكان جزر المحيط الهادئ و2.29% من الأعراق الأخرى و1.79% من عرقين مختلطين أو أكثر و4.85% من الهسبانيون أو اللاتينيون من أي عرق.
بلغ عدد الأسر 1,131 أسرة كانت نسبة 55.3% منها لديها أطفال تحت سن الثامنة عشر تعيش معهم، وبلغت نسبة الأزواج القاطنين مع بعضهم البعض 79.1% من أصل المجموع الكلي للأسر، ونسبة 6.1% من الأسر كان لديها معيلات من الإناث دون وجود شريك،  بينما كانت نسبة 2.7% من الأسر لديها معيلون من الذكور دون وجود شريكة وكانت نسبة 12% من غير العائلات. تألفت نسبة 9.5% من أصل جميع الأسر من عدة أفراد يعيشون في نفس المنزل ونسبة 3.9% كانت تتألف من شخص يعيش بمفرده يبلغ من العمر 65 عاماً أو أكثر. وبلغ متوسط حجم الأسرة المعيشية 3.52، أما متوسط حجم العائلات فبلغ 3.77.
بلغ العمر الوسطي للسكان 28.3 عاماً. وكانت نسبة 36.9% من القاطنين تحت سن الثامنة عشر، وكانت نسبة 10% بين الثامنة عشر والرابعة والعشرين عاماً، ونسبة 28.6% كانت واقعةً في الفئة العمرية ما بين الخامسة والعشرين والرابعة والأربعين عاماً، ونسبة 18.6% كانت ما بين الخامسة والأربعين والرابعة والستين، ونسبة 5.8% كانت ضمن فئة الخامسة والستين عاماً فما فوق. يوجد لكل 100 أنثى 103.7 ذكر، ويوجد لكل 100 أنثى في الثامنة عشر من عمرها فما فوق 99.8 ذكر.
بلغ متوسط دخل الأسرة في المدينة 57,120 دولارًا، أما متوسط دخل العائلة فبلغ 62,188 دولارًا. وكان متوسط دخل الذكور 40,264 دولارًا مقابل 30,428 دولارًا للإناث. وسجل دخل الفرد الخاص بالمدينة 18,089 دولارًا. وكانت نسبة 1.3% من العائلات ونسبة 1.8% من السكان تحت خط الفقر، وكان من هؤلاء نسبة 1.8% تحت سن الثامنة عشر ونسبة 2% في الخامسة والستين من العمر وما فوق.

### تعداد عام 2010
بلغ عدد سكان ويست هافن 10,272 نسمة بحسب تعداد عام 2010، وبلغ عدد الأسر 3,200 أسرة وعدد العائلات 2,595 عائلة مقيمة في المدينة. في حين سجلت الكثافة السكانية 372.7 نسمة لكل كيلومتر مربع (965.3/ميل2). وبلغ عدد الوحدات السكنية 3,324 وحدة بمتوسط كثافة قدره 120.6 لكل كيلومتر مربع (312.4/ميل2).
وتوزع التركيب العرقي للمدينة بنسبة 90.99% من البيض و0.98% من الأمريكيين الأفارقة و0.58% من الأمريكيين الأصليين و1.28% من الأمريكيين ذوي الأصول الآسيوية و0.14% من سكان جزر المحيط الهادئ و2.97% من الأعراق الأخرى و3.07% من عرقين مختلطين أو أكثر و8.92% من الهسبانيون أو اللاتينيون من أي عرق.
بلغ عدد الأسر 3,200 أسرة كانت نسبة 51.8% منها لديها أطفال تحت سن الثامنة عشر تعيش معهم، وبلغت نسبة الأزواج القاطنين مع بعضهم البعض 66.8% من أصل المجموع الكلي للأسر، ونسبة 9.7% من الأسر كان لديها معيلات من الإناث دون وجود شريك،  بينما كانت نسبة 4.6% من الأسر لديها معيلون من الذكور دون وجود شريكة وكانت نسبة 18.9% من غير العائلات. تألفت نسبة 15% من أصل جميع الأسر من عدة أفراد يعيشون في نفس المنزل ونسبة 3.5% كانت تتألف من شخص يعيش بمفرده يبلغ من العمر 65 عاماً أو أكثر. وبلغ متوسط حجم الأسرة المعيشية 3.21، أما متوسط حجم العائلات فبلغ 3.59.
بلغ العمر الوسطي للسكان 27.8 عاماً. وكانت نسبة 35.3% من القاطنين تحت سن الثامنة عشر، وكانت نسبة 10.1% بين الثامنة عشر والرابعة والعشرين عاماً، ونسبة 30.2% كانت واقعةً في الفئة العمرية ما بين الخامسة والعشرين والرابعة والأربعين عاماً، ونسبة 19% كانت ما بين الخامسة والأربعين والرابعة والستين، ونسبة 5.4% كانت ضمن فئة الخامسة والستين عاماً فما فوق. وتوزع التركيب الجنسي للسكان بنسبة 50.5% ذكور و49.5% إناث.

## أعلام
- إدوين بي. جونز